# Haven van Royan

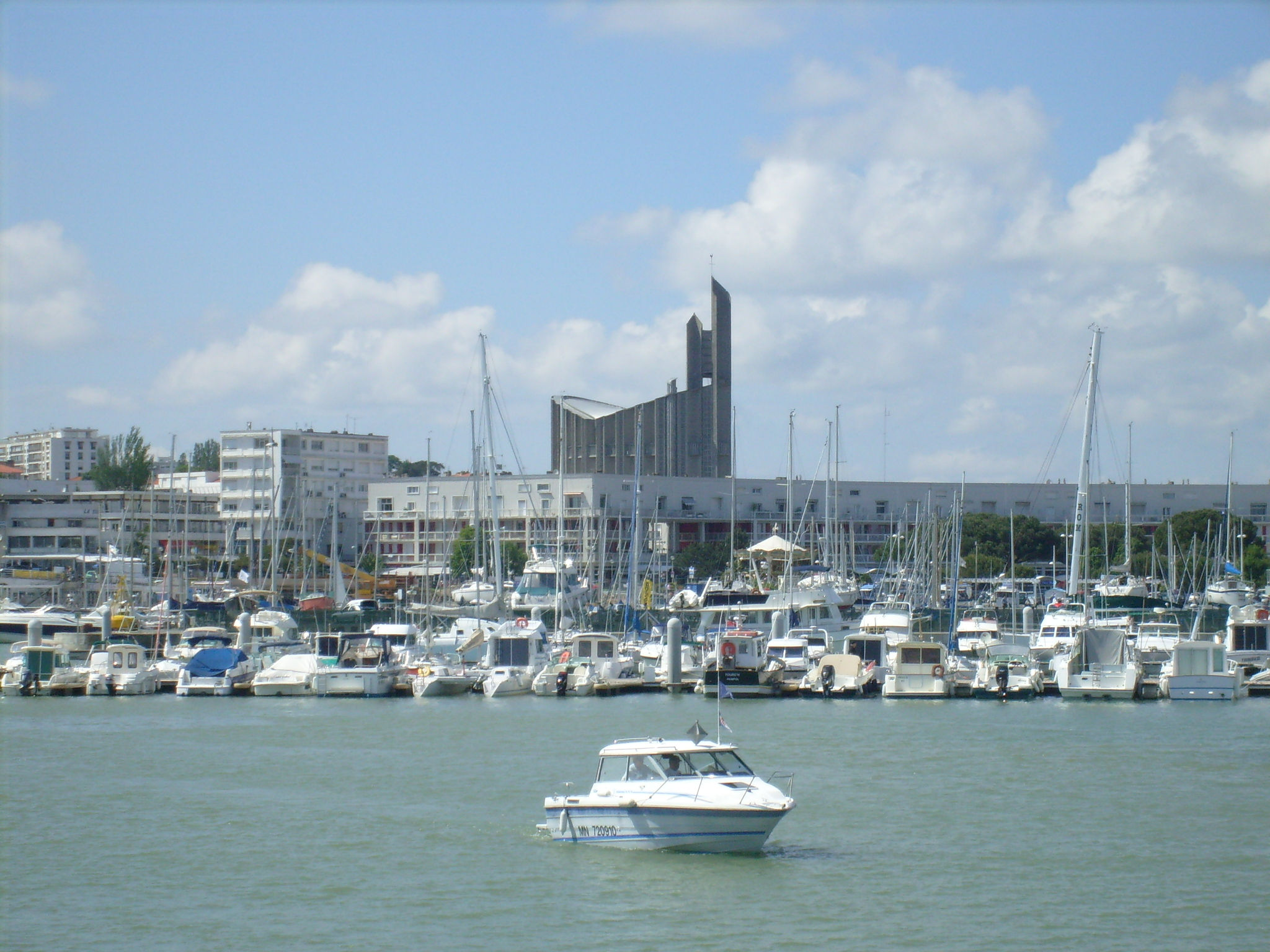
De haven van Royan

De Haven van Royan (Frans: Port de Royan) is een haven in de Frans-Atlantische badplaats Royan. Het bestaat uit een vissershaven, recreantenhaven en een ferryterminal voor de veerdienst Royan - Le Verdon-sur-Mer. De haven ligt tussen de Grande Conche in het oosten tot het strand van Foncillon in het westen. In 1965 is er begonnen op in diep water een jachthaven te bouwen. In 1983 is deze uitgebreid, dankzij de visserij. 
In de vissershaven ligt een vloot van 35 schepen met een lengte van 8 tot 16 meter. De haven biedt werk aan zo'n 180 personen. In 2001 werd er 722 ton vis gevangen die een omzet van hoger dan 5,64 miljoen euro opleverde. Door de kwaliteit van de vis die er gevangen wordt, wordt er de hoogste prijs per kilo van heel Frankrijk gerekend. 
Boottochten vanuit de haven trekken steeds meer toeristen aan. Deze boottochten worden aangeboden door diverse bedrijven die gevestigd zijn in de jachthaven. Er worden verschillende tochten aangeboden, overdag of 's avonds. Tochten komen oostwaarts door de monding van de Gironde, tot Talmont en westwaarts langs de kust tot aan Saint-Palais. Het is ook mogelijk om een tocht te maken naar de vuurtoren van Cordouan. 